# Ignatz Melsheimer
Ignatz Melsheimer (* 24. Mai 1822 in Driesch; † 2. April 1911 in Koblenz) war ein deutscher Förster, Weinhändler und Politiker.

## Leben
Melsheimer war der Sohn des Waldwärters und berittenen Försters Anton Melsheimer (* 27. Juli 1797 in Dickenrath; † 19. Oktober 1877 in Koblenz) und dessen Ehefrau Angelika geborene Rosier (* 1. Juli 1800 in Dillingen/Saar; † 8. Januar 1863 in Lutzerath). Er war katholisch und heiratete am 26. April 1848 in Zell Maria Katharina Conrad (* 15. Januar 1825 in Zell; † 12. November 1888 ebenda).
Melsheimer wurde wie sein Vater Förster und arbeitete später als Weinhändler in Zell/Mosel. Von 1885 bis 1888 war er stellvertretender Abgeordneter im Provinziallandtag der Rheinprovinz. 1885 und Februar 1888 wurde er als Stellvertreter einberufen und nahm an den Landtagsberatungen teil.